# DHC in het seizoen 1961/62
Het seizoen 1961/1962 was het zevende jaar in het bestaan van de Delftse betaaldvoetbalclub DHC. De club kwam uit in de Eerste divisie A en eindigde daarin op de tweede plaats. Tevens deed de club mee aan het toernooi om de KNVB beker, hierin werd in de finale, na verlenging, verloren van Sparta (0–1).

## Wedstrijdstatistieken

### Eerste divisie A
|       | AGOVV | Alkmaar '54 | BVV   | D.F.C. | Eindhoven | Fortuna | Go Ahead | 't Gooi | Haarlem | Helmond | KFC   | Leeuwarden | Sittardia | Stormvogels | SVV   | Veendam | Vitesse |
| ----- | ----- | ----------- | ----- | ------ | --------- | ------- | -------- | ------- | ------- | ------- | ----- | ---------- | --------- | ----------- | ----- | ------- | ------- |
| Thuis | 2 – 0 | 3 – 1       | 2 – 0 | 1 – 1  | 2 – 0     | 1 – 1   | 0 – 0    | 3 – 1   | 5 – 1   | 1 – 0   | 0 – 0 | 5 – 0      | 1 – 1     | 3 – 0       | 2 – 0 | 0 – 0   | 0 – 0   |
| Uit   | 3 – 1 | 0 – 1       | 1 – 3 | 1 – 3  | 1 – 0     | 2 – 0   | 1 – 0    | 3 – 1   | 0 – 3   | 0 – 4   | 1 – 1 | 0 – 1      | 0 – 0     | 1 – 3       | 0 – 0 | 1 – 1   | 1 – 1   |

### KNVB beker
| 2e ronde                                        | DHC                                     | 2 – 1 (1 – 0)                         | SHS                               |
| 31 maart 1962 Plaats: Delft Brasserskade        | Chiel Jansen 8', –'                     |                                       | 75' John Heikamp                  |
| 3e ronde                                        | De Volewijckers                         | 1 – 3 (0 – 2)                         | DHC                               |
| 28 april 1962 Plaats: Amsterdam Brasserskade    | Piet Boogaard                           |                                       | –', –' Chiel Jansen Cor van Galen |
| 4e ronde                                        | DHC                                     | 2 – 1 (0 – 0, 1 – 1) Na verlenging    | D.F.C.                            |
| 31 mei 1962 Plaats: Delft Brasserskade          | Willem van Buuren 47' Chiel Jansen 120' |                                       | 62' Wim van Twist                 |
| 1e ronde                                        | DHC                                     | 1 – 1 (1 – 0, 1 – 1) Na strafschoppen | NAC                               |
| 6 juni 1962 Plaats: Delft Brasserskade          | Piet Verhagen 35'                       |                                       | 51' Leen van der Lugt             |
| Halve finale                                    | DHC                                     | 1 – 0 (0 – 0, 1 – 0) Na verlenging    | PSV                               |
| 14 juni 1962 Plaats: 's-Hertogenbosch De Vliert | Chiel Jansen 99'                        |                                       |                                   |
| Finale                                          | Sparta                                  | 1 – 0 (0 – 0, 1 – 0) Na verlenging    | DHC                               |
| 20 juni 1962 Plaats: Rotterdam Het Kasteel      | Piet van Miert 94'                      |                                       |                                   |

## Statistieken DHC 1961/1962

### Eindstand DHC in de Nederlandse Eerste divisie A 1961 / 1962
| Stand | Gespeeld | Gewonnen | Gelijk | Verloren | Punten | Doelpunten voor | Doelpunten tegen |
| ----- | -------- | -------- | ------ | -------- | ------ | --------------- | ---------------- |
| 2e    | 34       | 17       | 12     | 5        | 46     | 54              | 22               |

### Topscorers
| #                    | Naam              | Goal |
| -------------------- | ----------------- | ---- |
| 1.                   | Chiel Jansen      | 11   |
| 2.                   | Frans Stallen     | 10   |
| 3.                   | Willem van Buuren | 8    |
| 4.                   | Cor van Galen     | 7    |
| 5.                   | Jan van Miert     | 6    |
| 6.                   | Wim van der Gijp  | 5    |
| 7.                   | Hans Dorjee       | 1    |
| 7.                   | Joop Fluit        | 1    |
| 7.                   | Karel Jansen      | 1    |
| 7.                   | Piet Zeegers      | 1    |
| Onbekende doelpunten |                   |      |
| –                    | Onbekend          | 3    |
| Totaal               | Totaal            | 54   |

| #      | Naam              | Goal |
| ------ | ----------------- | ---- |
| 1.     | Chiel Jansen      | 6    |
| 2.     | Willem van Buuren | 1    |
| 2.     | Cor van Galen     | 1    |
| 2.     | Piet Verhagen     | 1    |
| Totaal | Totaal            | 9    |